# Lycia isabellae
Lycia isabellae is een vlinder uit de familie spanners (Geometridae). De wetenschappelijke naam is voor het eerst geldig gepubliceerd in 1914 door Harrison.
De soort komt voor in Europa.